# Grabica (powiat Piotrkowski)
Grabica is een dorp in het Poolse woiwodschap Łódź, in het district Piotrkowski. De plaats maakt deel uit van de gemeente Grabica en telt ca. 390 inwoners.